# Лобзик
Ло́бзик (от нем. Laubsäge) — инструмент для криволинейного распиливания материалов.

## Ручной лобзик

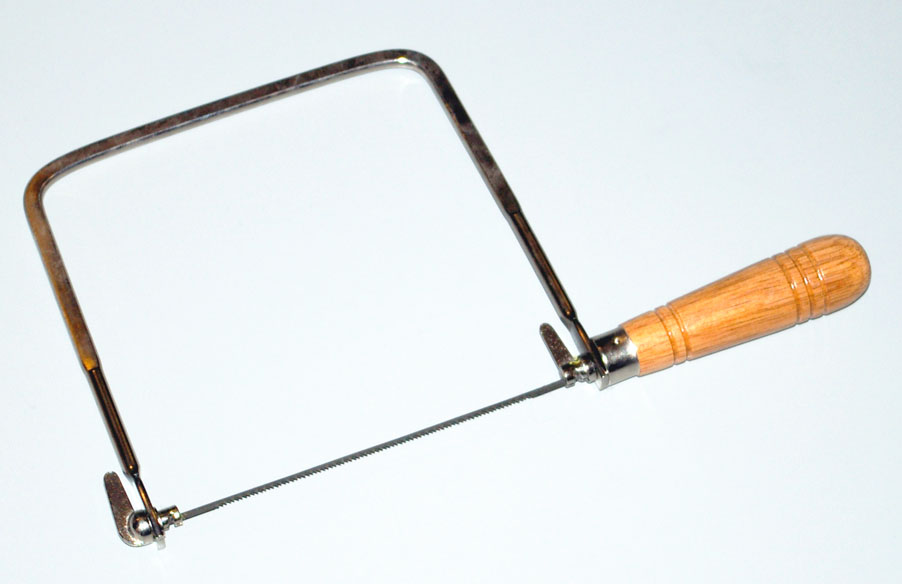
Ручной лобзик

Ручной лобзик включает в себя дугообразную рамку с рукояткой и зажимами для крепления пильного полотна. Пильное полотно тонкое и узкое, благодаря чему возможно изменять направление пиления. Рамка имеет большой просвет между полотном и своей верхней частью, благодаря чему она может обходить края обрабатываемой детали, чтобы пилить под поперечным углом. При необходимости выполнить рез по линии, не выходящей за границы детали, в детали делается отверстие (вырубается или высверливается), после чего полотно снимают с рамки, продевают в отверстие и снова крепят к рамке.
Большим недостатком ручного лобзика являются малая механическая прочность полотна и малый размер рамки, из-за чего, соответственно, полотно часто рвётся и невозможно выполнять пиление на большом удалении от краёв детали.
Ручной лобзик обычно применяют для обработки тонкого дерева и его производных (в частности, фанеры), а также в ювелирной практике для обработки цветных металлов. Она для фанер от 0,1 мм. До 1 см

## Электрический лобзик

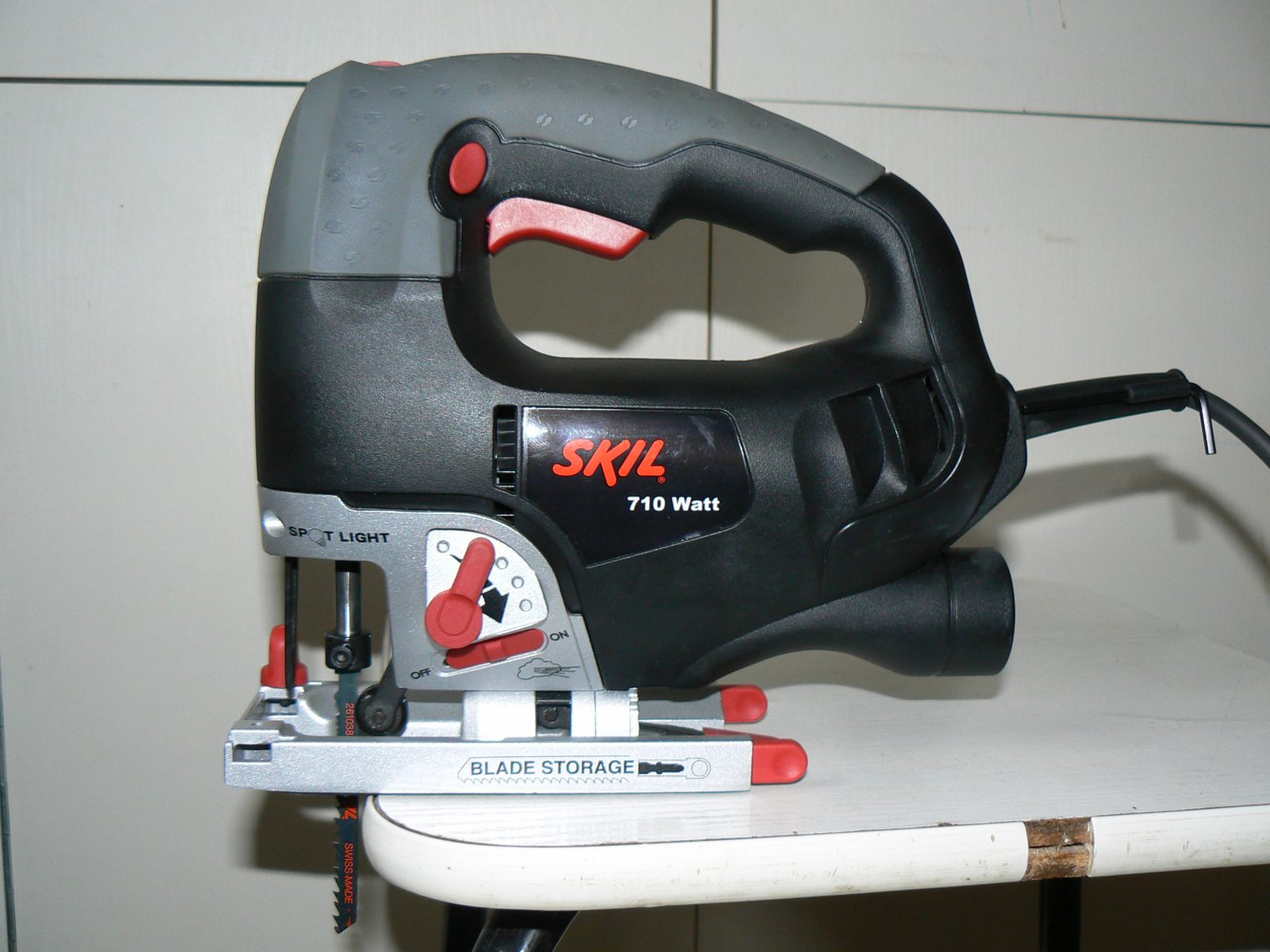
Электрический лобзик фирмы Skil

Ручной электрический лобзик включает в себя корпус с плоской платформой внизу и рукояткой вверху. Внутри располагаются электродвигатель и механизм, преобразующий вращательное движение вала двигателя в возвратно-поступательное движение направляющей. Для крепления полотен используется специальный хвостовик с прижимным винтом или специальным пружинным зажимом. Хвостовики пилок для ручных электролобзиков стандартизованы, в основном применяются Т-образные.
Существуют также стационарные варианты электрического лобзика, обычно оснащаемые асинхронным электродвигателем. В них платформа расположена сверху, рукоятка отсутствует (станок неподвижен). Направляющая размещена в передней части корпуса и ориентирована вертикально. В нижней части направляющей закрепляется пильное полотно, которое выдвигается дальше платформы. Выступающая часть полотна при включенном двигателе совершает возвратно-поступательные движения, и полотно пилит материал.

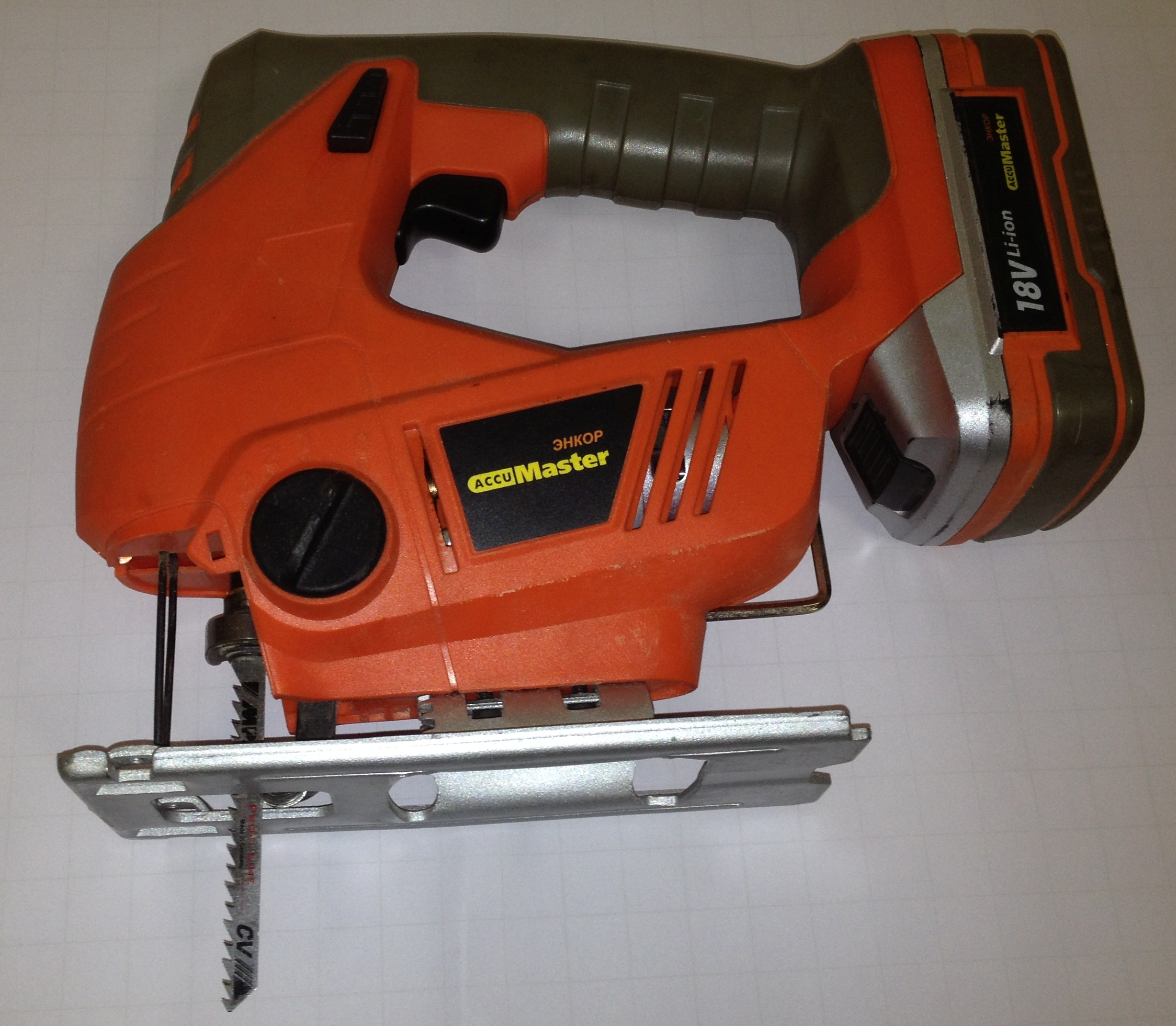
Аккумуляторный лобзик

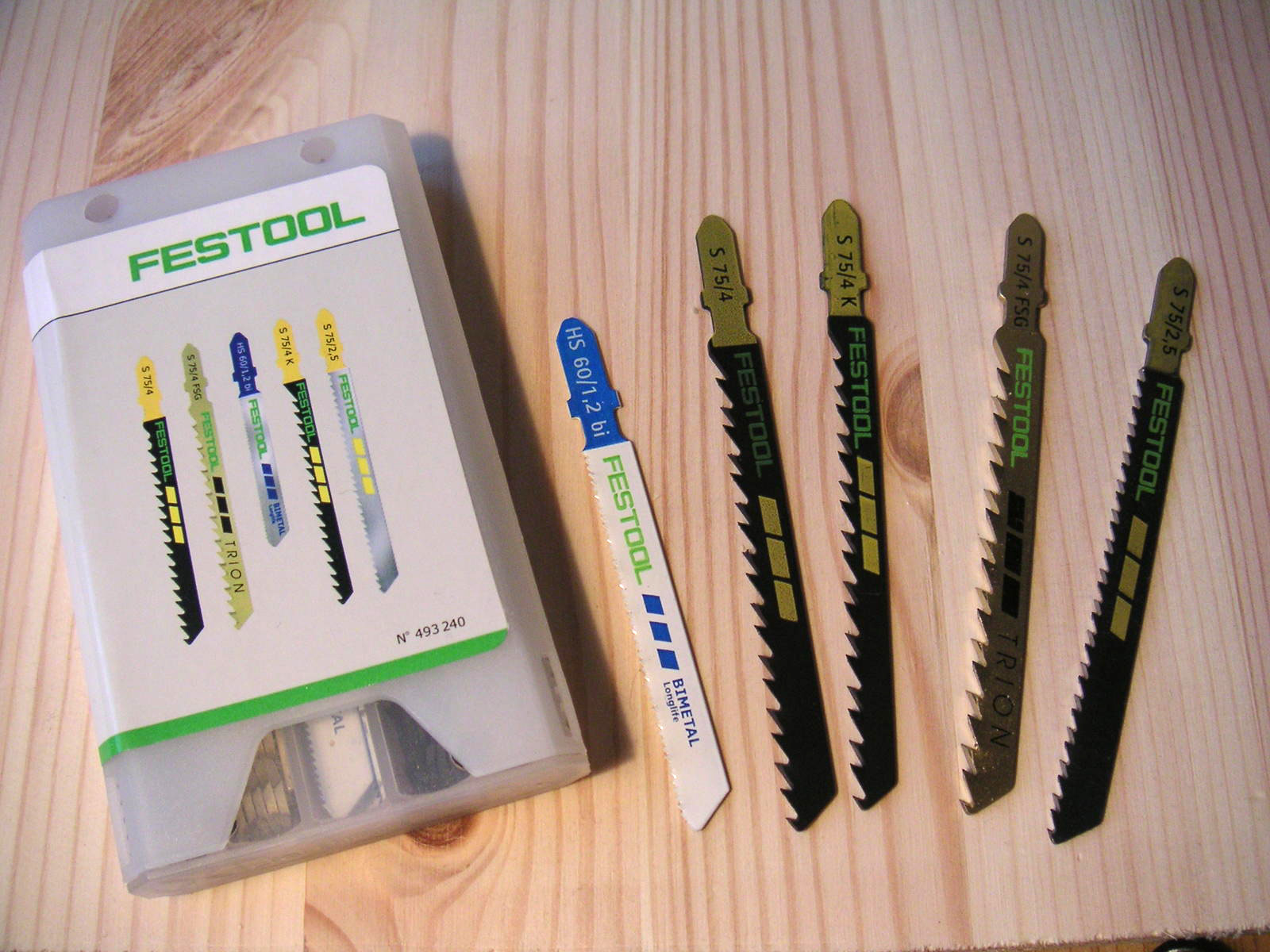
Пилки для электролобзика